# Ковбаса Олег Вікторович
Оле́г Ві́кторович Ковбаса́ (нар. 25 березня 1976, м. Рубіжне, Луганська область, Українська РСР — 5 квітня 2015, м. Щастя, Луганська область, Україна) — український кадровий військовослужбовець, підполковник (посмертно) Збройних сил України, учасник російсько-української війни, позивний «Майор».

## Життєпис
Народився 1976 року в місті Рубіжне на Луганщині в родині робітників. З 1978 року мешкав в смт Борова на Харківщині, де закінчив середню школу № 1. Займався спортом. Певний час проживав у селі Перемога Глухівського району Сумської області.
У червні 1994 був призваний на строкову військову службу до лав Національної Гвардії України в м. Львів, а вже наступного року вступив до Військового інституту НГУ, м. Харків. Після завершення навчання направлений для подальшого проходження служби на посаді командира взводу у військову частину А0501, с. Клугино-Башкирівка, Харківська область. Згодом призначений командиром розвідувального взводу механізованого батальйону.
З 2011 — заступник начальника штабу 92-ї окремої механізованої бригади.

### Російсько-українська війна
У зв'язку з російською збройною агресією проти України виконував завдання в зоні проведення антитерористичної операції, з вересня 2014 — в районі міста Щастя на Луганщині. У січні 2015 дістав поранення та після лікування повернувся на передову. Протягом останнього місяця керував обороною стратегічно важливого мосту через Сіверський Донець на в'їзді до Щастя зі сторони Луганська, де було розташовано крайній блокпост «Фасад».
5 квітня 2015 близько 9:30 бойовики окупаційних корпусів з боку піщаного кар'єру (с. Весела Гора) обстріляли з протитанкового керованого комплексу взводний опорний пункт «Фасад». В результаті влучення ракети в мінний шлагбаум (міни прив'язані одна до одної, щоб перегородити дорогу) стався вибух з детонацією протитанкових мін ТМ-62. Четверо військовослужбовців, які перебували в автомобілі ВАЗ-2109 поряд із місцем вибуху, загинули. На місці події знайдено елементи ракети від ПТРК 9М133 «Корнет». Майор Олег Ковбаса, старший сержант Владислав Блінов і солдат Сергій Гуров загинули на місці, старший солдат Олексій Федорченко помер від поранень дорогою до лікарні.
7 квітня із загиблими бійцями 92-ї бригади прощались на базі військової частини в с. Клугино-Башкирівка. Того ж дня похований на кладовищі смт Борова.
Посмертно присвоєне військове звання підполковника.
Вдома у Башкирівці залишилися дружина Світлана, неповнолітні син Євген та донька Валерія; в смт Борова — мати, Клавдія Федотівна Ковбаса.

## Нагороди
- Орден Богдана Хмельницького ІІІ ступеня, за особисту мужність і високий професіоналізм, виявлені у захисті державного суверенітету та територіальної цілісності України, вірність військовій присязі (04.06.2015, посмертно)[8].
- Медаль «15 років Збройним Силам України».
- Медалі «За сумлінну службу» II та III ступеня.

## Вшанування пам'яті
У Щасті, на опорному пункті «Фасад», бійці 92-ї бригади встановили меморіальну плиту на знак пошани до полеглих побратимів.
Рішенням Переможненської сільської ради вулиця Першотравнева в с. Перемога Глухівського району перейменована на вулицю Олега Ковбаси.
14 жовтня 2015 в смт Борова, на стіні будинку по провулку Миру, 3, де мешкав Олег Ковбаса, встановлено меморіальну дошку на його честь.